# Bernhard Berghaus
Bernhard Berghaus (* 31. Juli 1896 in Amsterdam; † 30. Dezember 1966 in Zürich; vollständiger Name: Bernhard Ignazius Josef Maria Berghaus) war ein deutscher Rüstungs-Unternehmer. In seinem Labor wurde das Ionitrierverfahren zur Härtung von Metallen entwickelt, auch als Ionenplattieren bezeichnet.

## Leben
Bernhard Berghaus war Sohn eines vermögenden deutschen Textilunternehmers. Er wuchs in Münster auf und besuchte hier das Gymnasium bis zum Abitur 1915.
Im Ersten Weltkrieg diente er ab 1915 in der Kaiserlichen Marine als Leutnant zur See, unter anderem auf der Schlesien und bei der I. Seeflug-Abteilung in Kiel-Wik. Am 3. Juni 1920 wurde er außer Dienst gestellt. Was er in der Zeit vom Kriegsende bis 1923 machte, ist unbekannt.
1923 eröffnete er eine Reparaturwerkstatt für Maschinen in Berlin-Lankwitz. Daraus entwickelte sich später das Unternehmen Versuchsstation und Laboratorium Bernhard Berghaus, das bis zu 150 Forscher beschäftigte. 1932 erhielt er ein epochemachendes Patent für ein in seinem Labor entwickeltes Verfahren zum Vergüten von Metallgegenständen. Er hatte bzw. die für ihn tätigen Ingenieure hatten, aufbauend auf Forschungen von Arthur Wehnelt, erstmals ein stabiles Verfahren zum Ionitrieren mittels Glimmentladung entwickelt. Mit diesem Verfahren konnten Metalle beschichtet und so gehärtet werden. Insbesondere Leichtmetall wie Aluminium konnte dadurch dem Stahl vergleichbare Eigenschaften gewinnen, was das Verfahren für Rüstungsprodukte wichtig werden ließ. Damit begann die technische Anwendung der Glimmentladung, die zu zahlreichen weiteren Patenten führte.
Beginnend mit dem Erwerb der Mehrheit an dem Unternehmen Leipziger Leichtmetallwerke Rackwitz 1932 baute Berghaus zielstrebig einen Konzern der Rüstungsindustrie auf. Nach Einschätzung der alliierten Untersuchung hat er „einen wesentlichen Beitrag zur deutschen Wiederaufrüstung und Kriegswirtschaft geleistet“.
Zum 1. Mai 1933, dem Tag der Arbeit, trat Berghaus der NSDAP bei (Mitgliedsnummer 2.878.103). Eine Ernennung zum Wehrwirtschaftsführer und andere Ehrungen wie das Kriegsverdienstkreuz lehnte er laut Zeugenaussagen jedoch ab.
Seine Betriebe arbeiteten eng mit dem Oberkommando des Heeres zusammen. Sie entwickelten zahlreiche Verfahren der Mittel- und Hochfrequenztechnik sowie der Atomphysik. Berghaus meldete 1100 Patente an, wovon 800 für die Produktion in der Rüstungsindustrie genutzt wurden. In seinen Werken arbeiteten bis zu 11.000 Personen, darunter auch viele Zwangsarbeiter im Zweiten Weltkrieg. Bernhard Berghaus galt als viertgrößter Unternehmer des Deutschen Reichs.
Nach dem Ende des Abessinienkriegs schickte er mit Genehmigung der deutschen (Wilhelm Keppler, Reichsamt für Bodenforschung) und italienischen Behörden eine Expedition in das von Italien besetzte Äthiopien mit dem Ziel, abbaubare Mineralien wie Wolfram zu erkunden. Berghaus stellte die Finanzierung mit eigenen Mitteln sicher; er erregte dabei jedoch nach Aussage seines zeitweiligen Anwalts Friedrich-Carl Sarre den Verdacht der Devisenstelle im Reichswirtschaftsministerium, dass er die Expedition dazu nutzen wollte, um Devisen ins Ausland zu bringen.
Berghaus unterhielt umfangreiche Kontakte in die neutrale Schweiz und war 1940/1941 längere Zeit in Davos. Peter Anton Feldscher, der Schutzmachtbevollmächtigte der Schweizer Botschaft, lebte längere Zeit auf dem Gut der Gontards, der Schwiegereltern von Berghaus, in Großwudicke. Feldscher nahm Berghaus deshalb am 12. April 1945 mit in die Schweiz. Berghaus setzte sich in die Schweiz ab, um – so die Aussage von Walter Schellenberg – seine Vermögenswerte zu schützen, und ließ sich in Zürich nieder.
Als er 1946 versuchte, ein Visum zur Einreise in die Vereinigten Staaten zu erlangen, führte dies zu umfangreichen Untersuchungen. Der Abschlussbericht befürwortete eine Aufnahme von Berghaus in das Central Registry of War Crimes and Security Suspects wegen seiner schlechten Behandlung der Zwangsarbeiter und wegen der völkerrechtswidrigen Beschäftigung von Kriegsgefangenen. Es sollte auch geprüft werden, ob Berghaus nicht als Angeklagter in den Nürnberger Prozessen in Frage käme. Britische und französische Militärbehörden in Deutschland verlangten seine Auslieferung wegen der Beschäftigung von Zwangsarbeitern und deren Misshandlungen in seinen Betrieben, sowie wegen der Finanzierung namhafter NS-Größen. Allerdings kam es nie zu einem förmlichen Verfahren. Sowohl die Schweiz als auch die USA wollten von seinen Patenten profitieren.
Gleichzeitig lief in Lübeck sein durch den Rechtsanwalt Walther Böttcher betriebenes Entnazifizierungsverfahren vor der Spruchkammer. Darin behauptete Berghaus, seit 1942 Kontakte zu Personen im Widerstand gegen Hitler wie Wolf-Heinrich von Helldorff und Arthur Nebe unterhalten zu haben und selbst wegen „beleidigende[r] Äusserungen gegen Hitler, Defaitismus und Teilnahme am Widerstand“ verfolgt gewesen zu sein. Mehrere Zeugen, darunter zwei niederländische Zwangsarbeiter, die Berghaus als Chauffeure angestellt hatte, ein Angestellter, den er nach dessen Aussage vor der Gestapo gerettet hatte, sowie die Betriebsräte seiner beiden Lübecker Unternehmen sagten zu seinen Gunsten aus. Am 1. Oktober 1948 stufte ihn der Entnazifizierungsausschuss in Lübeck als Pg. [seit 19]33 ohne Amt in die Kategorie 5: Entlastete ein. Ende 1948 zogen die britischen Besatzungsbehörden das Verfahren an sich, da Grund zur Annahme vorliege, dass Berghaus als Kriegsverbrecher in die Kategorie 1 oder 2 eingeordnet werden müsse und das Verfahren daher unter die Zuständigkeit der Militärregierung falle. Die Lübecker Entscheidung sei out of order. Das Verfahren sei zu annullieren und alle Entlastungsbescheinigungen seien einzuziehen. Die Militärregierung sah eine Parallele zum Fall von Claude Dornier. Wie bei diesem sei die Kontrolle über das in Schleswig-Holstein befindliche Vermögen beizubehalten. Bei Berghaus kam es jedoch zu keinem weiteren Verfahren. Bis 1950 lag die Akte noch beim Public Safety Branch der Besatzungsbehörde; sie kam dann ohne weitere Folgen zurück an die Lübecker Behörde.

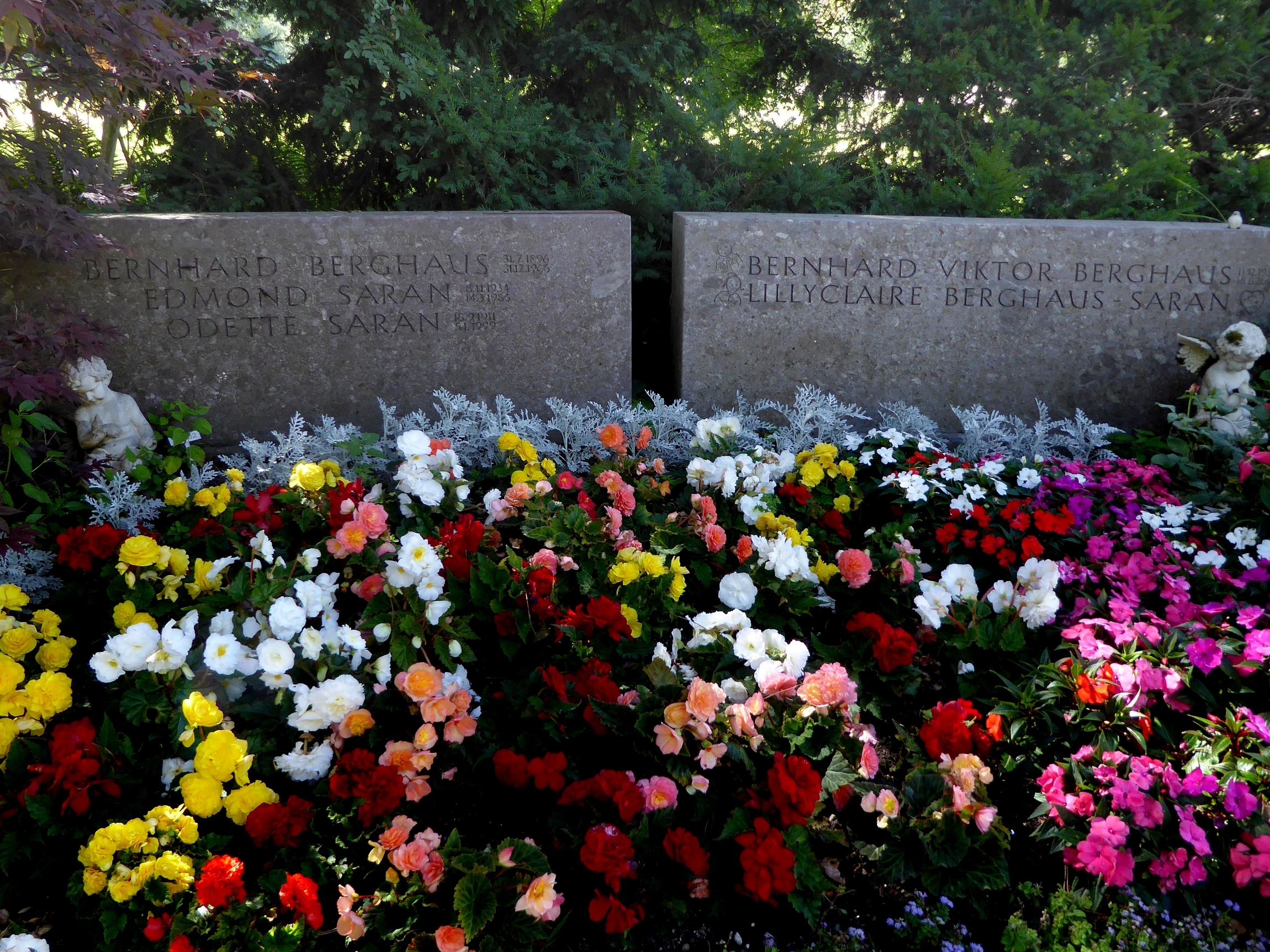
Familiengrab auf dem Friedhof Witikon, Zürich

Daraufhin reiste Berghaus wieder nach Deutschland, wo er vorübergehend in München lebte. Er starb 1966 in der Schweiz. Seine letzte Ruhestätte fand er auf Friedhof Witikon in Zürich.
Berghaus war seit dem 20. Juni 1934 verheiratet mit Lilly Claire (auch Lillyclaire, * 20. Juni 1910 in Berlin; † 1. August 1986 in New York) geb. von Gontard gesch. Schleber, einer Tochter von Paul von Gontard und dessen Frau Clara von Gontard geb. Busch (1876–1954), einer Tochter des Brauereibesitzers Adolphus Busch (1839–1913) (Anheuser-Busch). Daher besaß sie die US-amerikanischen Staatsbürgerschaft. Gert von Gontard war ihr Bruder. Für sie war es ihre zweite Ehe, in erster Ehe hatte sie 1930 den Unternehmer Werner Schleber (* 1895) (Georg Schleber AG) geheiratet. Diese Ehe war jedoch schon bald wieder geschieden worden. Bernhard und Lillyclaire Berghaus hatten zwei Kinder: Bernhard Victor Berghaus (* 11. Dezember 1937; † 18. August 2010) und Lillyclaire Edmee (* 1939; † 1. Januar 2020 in Zürich), später verheiratete Saran. Spätestens ab 1941 lebten seine Frau und die Kinder dauerhaft in der Schweiz.
Berghaus sammelte Silberobjekte. Seine Silbersammlung wurde 1968 bei der Galerie Stuker in Bern versteigert.

## Unternehmen
Nach alliierten Recherchen von 1947 besaß Berghaus folgende Unternehmen in Deutschland, Österreich, Italien und Spanien:

### Leipziger Leichtmetallwerke, Rackwitz
Das 1925 gegründete Werk in Rackwitz bildete den industriellen Grundstock und das finanzielle Rückgrat des Unternehmensimperiums von Bernhard Berghaus. Es verarbeitete Magnesium und Aluminium zu Teilen für die Flugzeugproduktion. 1932 übernahm Berghaus die Mehrheit des Unternehmens einschließlich aller Rechte von der IG Farben. 1935 erfolgte die Umwandlung in die Leipziger Leichtmetallwerke Rackwitz Bernhard Berghaus & Co. KG.
Nach 1945 wurde das Unternehmen enteignet und das Rackwitzer Werk als VEB Leichtmetallwerk Rackwitz weiterführt, seit 1997 gehört es zu Norsk Hydro.

### Berlin-Lübecker Maschinenfabriken
Die Berlin-Lübecker Maschinenfabriken Bernhard Berghaus (BLM) wurden 1934 mit Hilfe eines verdeckten Kredits des Heereswaffenamts und Unterstützung der Stadt Lübeck gegründet. Das Betriebsgelände lag an der unteren Trave am Glashüttenweg (1936–1945 Curt-Helm-Straße) 29/35. Die BLM stellte vor allem Infanteriegewehre (Gewehr 41, Gewehr 43) und feinmechanisches Kriegsgerät wie Zielfernrohre her. Im Jahr 1939 beschäftigte das Unternehmen etwa 2000 Arbeitskräfte. Während des Zweiten Weltkriegs stieg die Zahl zeitweise auf über 5000 an. Darunter befanden sich ca. 1300 Zwangsarbeiter. Ab 2. Mai 1945 wurde es von der britischen Besatzungsmacht unter Zwangsverwaltung gestellt.

### Hannemann & Co.
Das Stahlbau-Unternehmen Hannemann & Co. wurde 1897 in Berlin gegründet und 1934 nach Lübeck verlegt, wo es Teil des BLM-Komplexes war. Es war am Bau der U-Boote vom Typ XXI beteiligt. In Lübeck wurde die Sektion 1 (Heck mit Heckraum, Steueranlage und Werkstatt) gefertigt.

### Leichtmetallwerke Berghaus
Das Leichtmetallwerk in Engerau bzw. Berg (Niederösterreich) wurde 1942 errichtet. Hier sollten Bauteile für die Flugzeugindustrie und die Raketenproduktion sowie Patronenhülsen hergestellt werden. Das Werk beschäftigte 1944 im Probebetrieb 1600–2000 Mitarbeiter, darunter sehr viele Zwangsarbeiter. Auch eine Kunststoffproduktion war geplant. Im Vollbetrieb hätten hier 6000 Menschen arbeiten sollen, dazu kam es aber nicht mehr. Am 4. April 1945 besetzte die Rote Armee den Ort und das Werk wurde unter die Verwaltung durch USIA gestellt. Die Maschinen und die Ausrüstung des Werks wurden als Reparationsleistung nach Jugoslawien gebracht.

### Sintermetallwerke Bernhard Berghaus
Zur Nutzung der im Berliner Labor entwickelten Verfahren gründete Berghaus am 4. Januar 1943 die Sintermetallwerke Bernhard Berghaus in Mitterberghütten. Dazu stellte der Reichsgau Salzburg das Gelände der 1931 geschlossenen Kupferhütte zur Verfügung. Technischer Direktor wurde Gerhard Zapf, der später das Sintermetallwerk Krebsoege in Krebsöge leitete. 1945 lag das Werk in der amerikanischen Besatzungszone. Es stand bis 1947 unter der Kontrolle der Militärregierung und kam zum 1. Juni 1947 unter österreichische öffentliche Verwaltung.

### Aschau
Ein Filialbüro der Sintermetallwerke befand sich in Aschau am Chiemsee, ebenso eine Handels- und Transit-GmbH.

### Versuchsstation und Laboratorium Bernhard Berghaus
Dieses war die Keimzelle und das Hirn des Unternehmensimperiums. Forschung und Entwicklung wurde zentral in der Versuchsstation und Laboratorium Bernhard Berghaus in Berlin-Lankwitz, Charlottenstraße 31, betrieben. Hier befand sich auch das Zentralbüro Bernhard Berghaus (Berlin). Das Gebäude wurde durch Luftangriffe am 23./24. August 1943 zerstört.
Nach 1945 führte Berghaus die Forschungs- und Entwicklungsabteilung weiter als Elektrophysikalische Anstalt Bernhard Berghaus und erlangte zahlreiche weitere Patente. Ab 1952 befand sich ihr Sitz in Vaduz im Fürstentum Liechtenstein; sie wurde erst 1983 liquidiert.

### Forjas De Alcala SA
1939 erwarb Berghaus über die in Liquidation befindliche Aktiengesellschaft für Waggonbau und mit Genehmigung der Berliner Devisenstelle ein Aktienpaket (knapp 80 %) des spanischen Waggonbau-Unternehmens Forjas De Alcala SA in Alcalá de Henares; dazu gehörte auch ein Teilpaket (22 %), das zuvor dem Frankfurter Unternehmen J. Adler jun. der Familie Rothschild gehört hatte. Im Zuge der alliierten Untersuchung ab 1945 gab Berghaus an, dieses Aktienpaket zur Sicherung des Vermögens seiner Schwiegermutter Clara von Gontard erworben zu haben. Anfang 1943 verkaufte er die Aktien in der Schweiz über Wilhelm Abegg, um seiner dort lebenden Familie Liquidität zu verschaffen.

### SA Mineraria und SA Bernhard Berghaus
Beide Unternehmen hatten ihren Sitz in Mailand. Die SA Mineraria stand vermutlich im Zusammenhang mit der Äthiopien-Expedition. Die Devisen waren durch Maria Röver organisiert worden.

### Weitere Immobilien
Berghaus besaß das Bürogebäude Stülerstraße 6 im Berliner Verwaltungsbezirk Tiergarten. Das Gebäude hatte er von Eugen Garbáty (1880–1966), dem Sohn des Zigarettenfabrikanten Josef Garbáty, unter Druck vor dessen Emigration erworben.
Sein Wohnsitz in Berlin war die Villa Am Sandwerder 37 (als Villa Mendel 1892 von Albert Brandt errichtet) in Wannsee. Nach deren Beschlagnahmung hielt er sich meist im Hotel Esplanade auf.
Er verfügte auch über das von Gontard’sche Gut Großwudicke nordwestlich von Berlin. Von 1943 bis Kriegsende diente es der Schweizerischen Botschaft in Berlin als Ausweichquartier.
1941 besorgte er die erzwungene Schenkung der Villa Gontard an der Bendlerstraße (heute Stauffenbergstraße) an das Deutsche Reich. Damit gelang es ihm, Schaden von seiner Schwiegermutter und seiner Familie abzuwenden, die sich in die Schweiz abgesetzt hatten.

### Glimmentladungsforschung / Ionon
1957 wurde auf Initiative von Staatssekretär Leo Brandt mit Geldern des Landes Nordrhein-Westfalen das Forschungsinstitut der Gesellschaft zur Förderung der Glimmentladungsforschung e. V. in Köln gegründet, das die Patente von Berghaus weiter erforschen sollte. Berghaus gründete das Unternehmen IONON mit Sitz in Köln, das für die industrielle Verwertung verantwortlich war. Nach dem Tod von Berghaus wurde es 1967 von Klöckner & Co erworben und als Klockner Ionon weitergeführt.

## Erinnerung
- Bernhard Berghaus Gedächtnisrennen, jährliches Galopprennen in Baden-Baden[44]